# Mnesitheos von Athen
Mnesitheos von Athen (um 380 v. Chr.) war ein 3. oder 4. Jahrhundert v. Chr. geborener griechischer Arzt. Mnesitheos befasste sich nach heutigem Kenntnisstand insbesondere mit der Diätetik, in der er platonische Gedanken auf die ärztliche Praxis anwendete. Vom Werk Mnesitheos sind nur noch Fragmente enthalten. Die Fragmente enthalten systematische Aufzählungen genießbarer Meerestiere. Wissenschaftshistorisch erhalten die Texte Mnesitheos’ unter anderem durch ihre systematisierende Tendenz eine gewisse Bedeutung.
Er versuchte, Krankheiten nach Arten, Gattungen und Individualitäten zu unterscheiden und war damit ein Vorreiter der späteren „natürlichen nosologischen Systeme“.